# Zhemchuzhnikovite
La zhemchuzhnikovite è un minerale (un ossalato di sodio, magnesio, alluminio e ferro idrato) facilmente solubile in acqua.
Il nome del minerale è stato attribuito in onore del mineralogista russo Yuri Apollonovich Zhemchuzhnikov Yurii Apollonovich Zhemchezhnikov.
Il minerale è stato scoperto nel 1960.

## Morfologia
La zhemchuzhnikovite si presenta in cristalli aghiformi o in forma fibrosa.

## Origine e giacitura
Il minerale si trova nelle miniere di lignite o comunque di carbone. Il minerale è stato scoperto nelle zone artiche della Siberia.

## Caratteristiche chimico fisiche
- Birifrangenza: δ: 0,071[1][3]
- Solubilità: il minerale risulta solubile in acqua[1]
- Magnetismo: assente[3]
- Peso molecolare: 494 grammomolecole[2][3]
- Volume di unità di cella: 3011 Å³[3]
- Molecole per unità di cella: 6[3]
- Indice di rifrazione: 0 | 0 | 0 | 0 | 1,409 | 0[3]
- Dicroismo: e: violetto rossastro; w: giallo grigiasrto[2]
- Indice di densità di elettroni: 1,73 g/cm³[2]
- Indici quantico[2]:
  - Fermioni: 0,0077991788
  - Bosoni: 0,9922008212
- Indici di fotoelettricità[2]:
  - PE: 1,81 barn/elettroni
  - ρ: 3.13 barn/cm³
- Indice di radioattività GRapi = 0 (il minerale non è radioattivo)[2]